# TAZARA 철도
TAZARA 철도(영어: TAZARA Railway)는 탄자니아의 다르에스살람과 잠비아의 카피리음포시를 잇는 동아프리카의 철도다. 탄잠 철도(Tanzam Railway) 또는 스와힐리어로 자유를 뜻하는 우후루 철도(Uhuru Railway)로 불리기도 한다. 탄자니아–잠비아 철도공사(TAZARA; Tanzania–Zambia Railway Authority)가 운영하며 단선 길이가 1,860km에 이른다.
TAZARA 철도는 내륙국인 잠비아가 소수 백인정권이었던 로디지아와 남아프리카 공화국과의 경제적 의존으로부터 벗어나기 위해 잠비아와 탄자니아, 중국 정부가 만들었다. 잠비아는 유일하게 TAZARA 철도를 통해 백인이 통치하고 있는 영토를 통과하지 않고서도 구리 산출 지대에서 채굴한 구리 광물을 항구로 보낼 수 있었다. 탄자니아와 잠비아 지도자들의 범아프리카주의 정신과 아프리카의 신생 독립국들을 향한 중국의 지원으로 인해 TAZARA 철도는 대자유 철도(Great Uhuru Railway)로 불리기도 했다.
TAZARA 철도는 1970년부터 1975년까지 턴키 방식으로 만들어졌으며 중국이 자금을 지원했다. 완공 당시에 TAZARA 철도는 사하라 이남의 아프리카에서 가장 긴 단일 철도 노선이었다. 또한 공사 비용은 5억 달러(현재가치 약 30억 달러)로 당시 중국이 지원한 사업 가운데 가장 큰 크기였다.
첫 운영 당시부터 여러 운영상의 어려움을 겪었던 TAZARA 철도는 오랜 기간동안의 운영을 거치면서 현재는 상당히 제한적인 운영중에 있다. 일년 수송량은 2015회계연도에 88,000톤에 그쳤는데 원래의 계획 수송량인 500만 톤의 2%보다도 적은 수치였다.

## 역사

### 계획의 시초

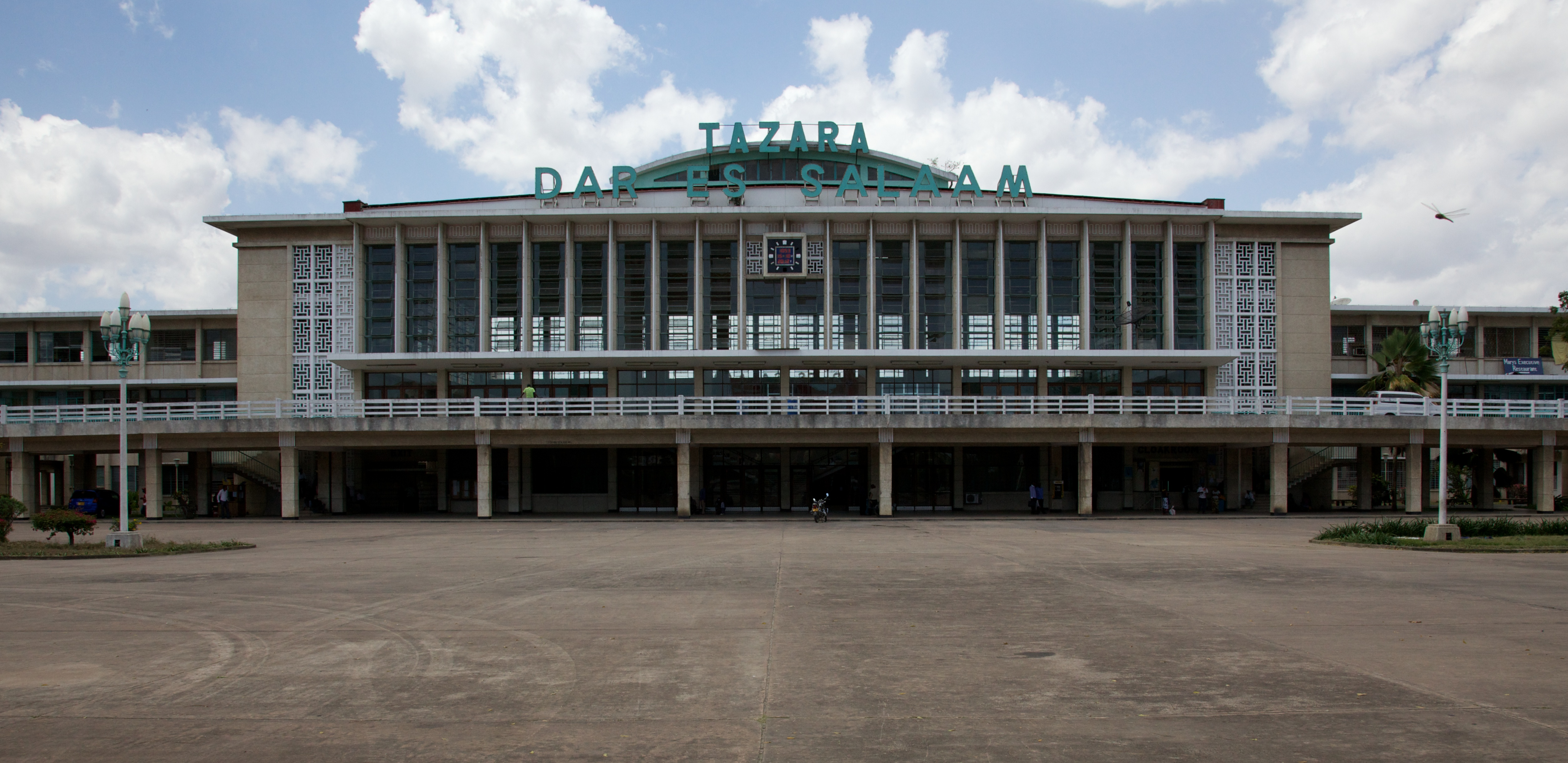
TAZARA 다르에스살람 역

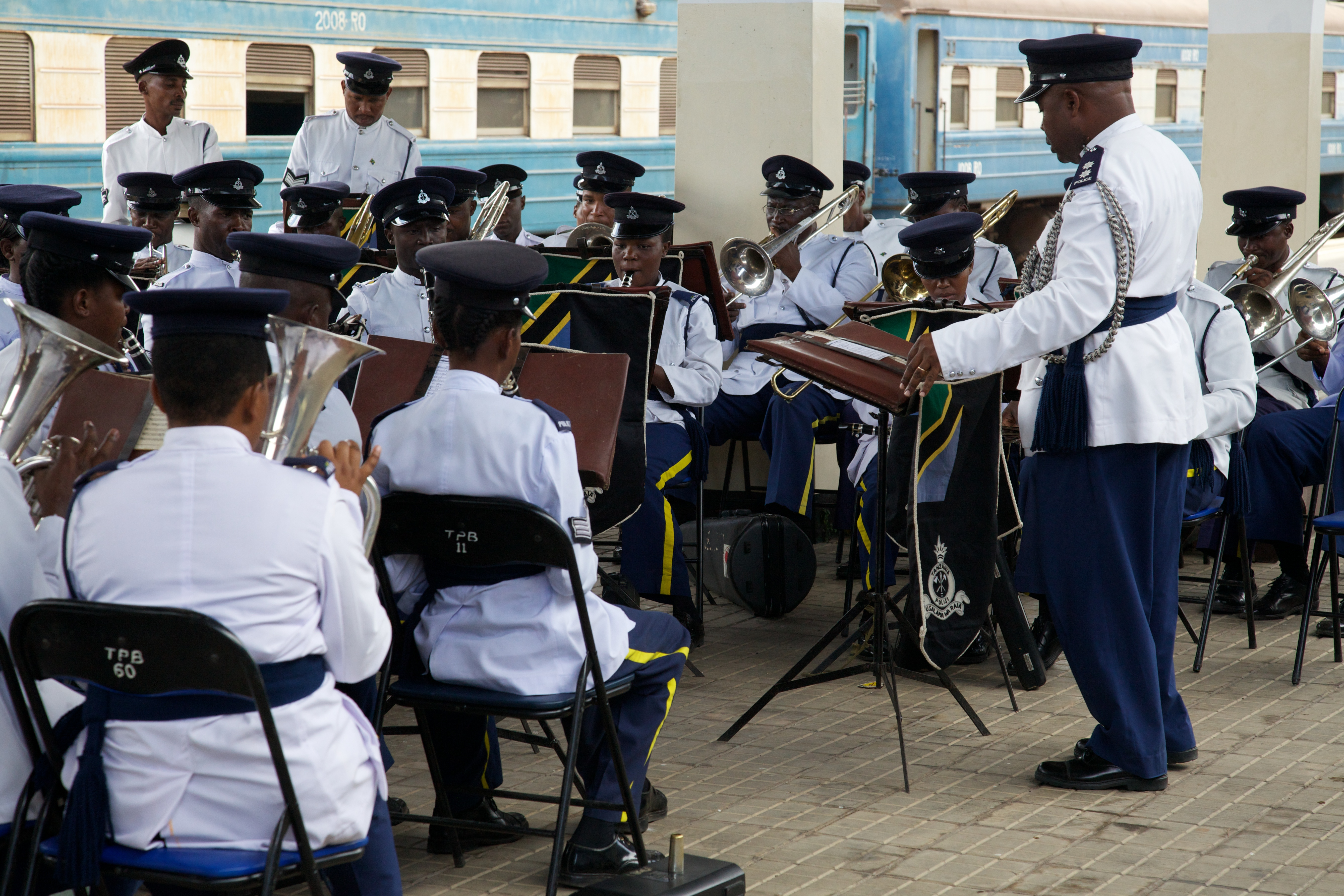
다르에스살람 역에서 경찰악대가 연주를 하는 모습

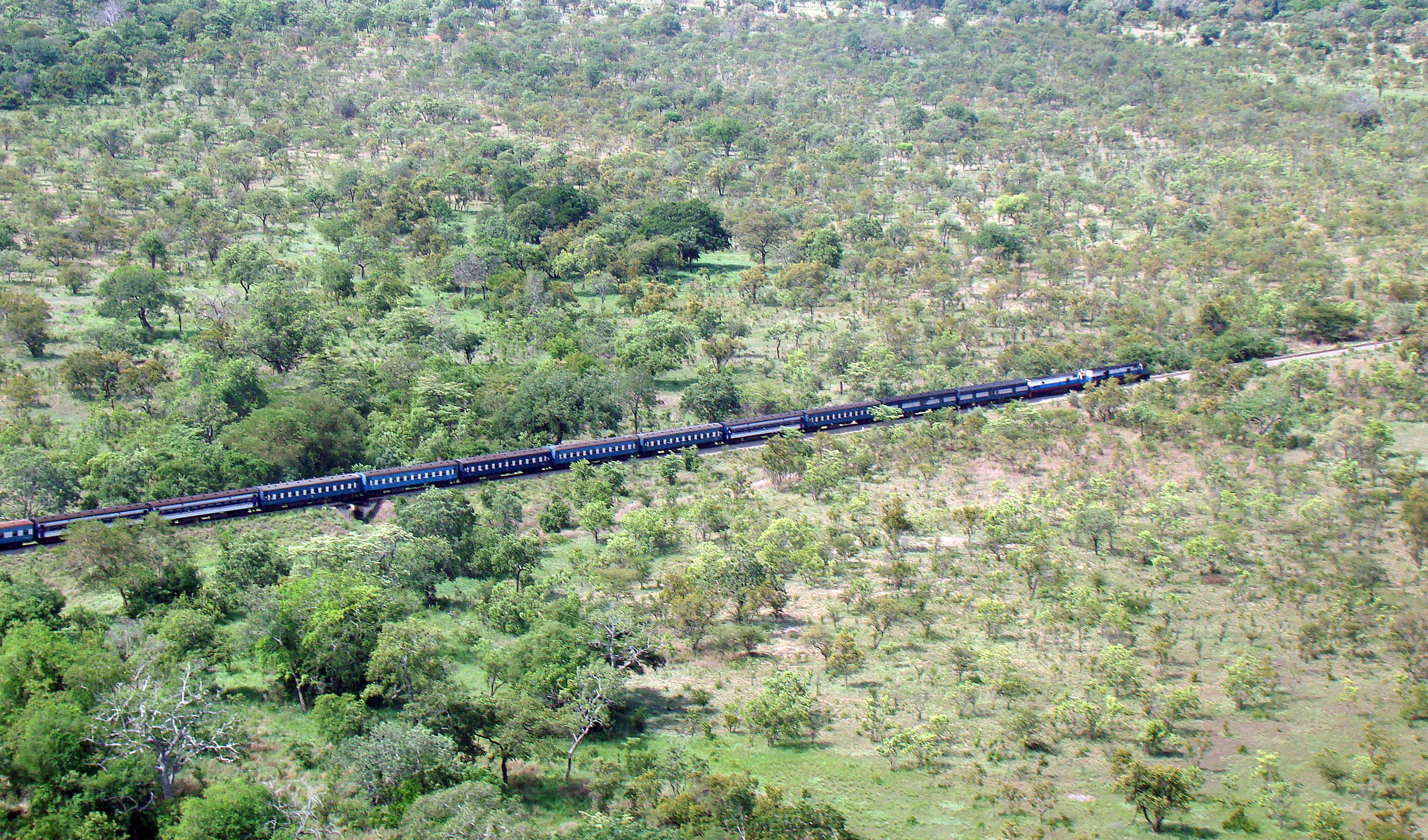
셀루스 동물보호지역을 지나는 모습

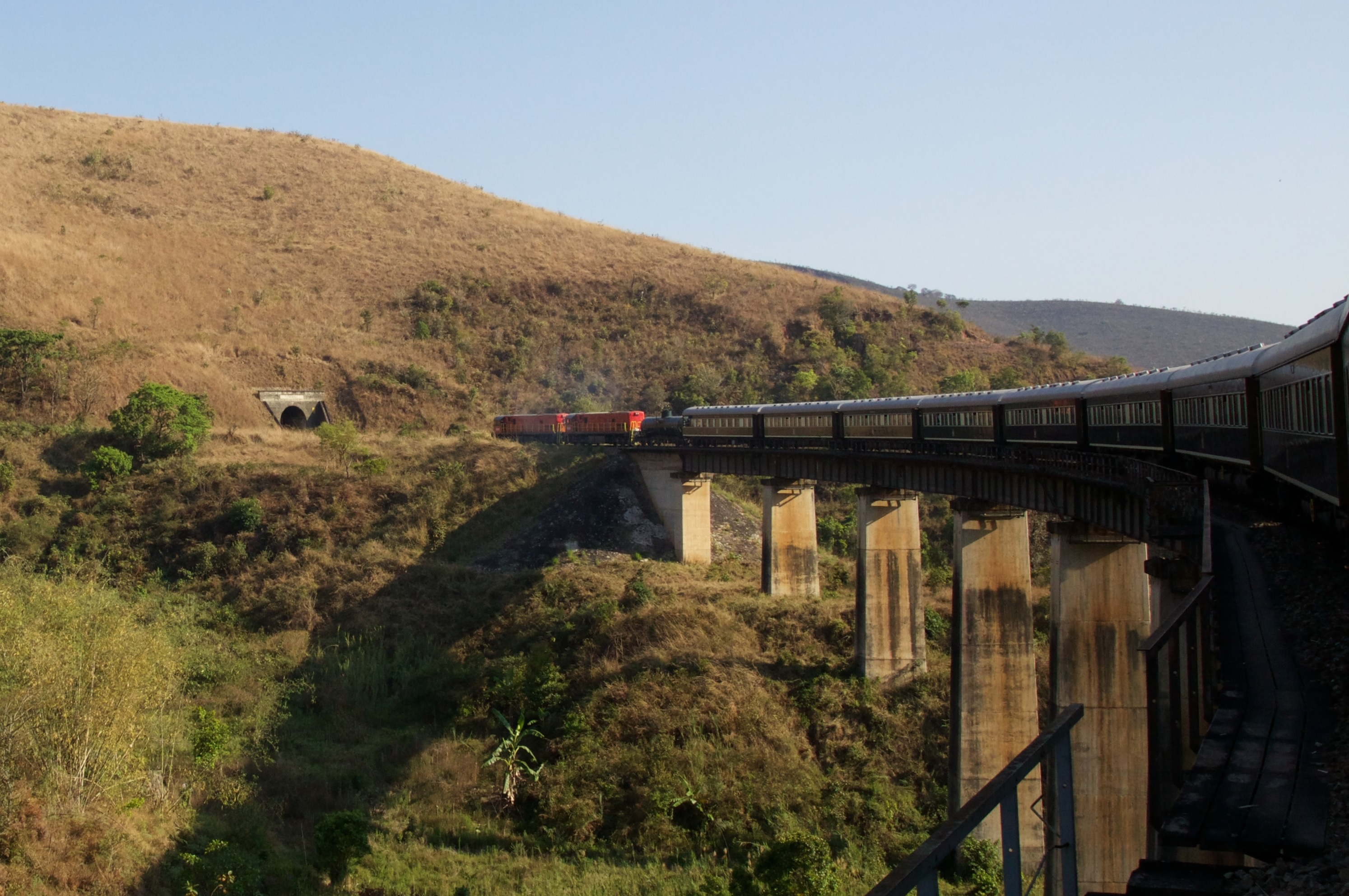
음팡가 강 다리와 터널을 지나는 모습

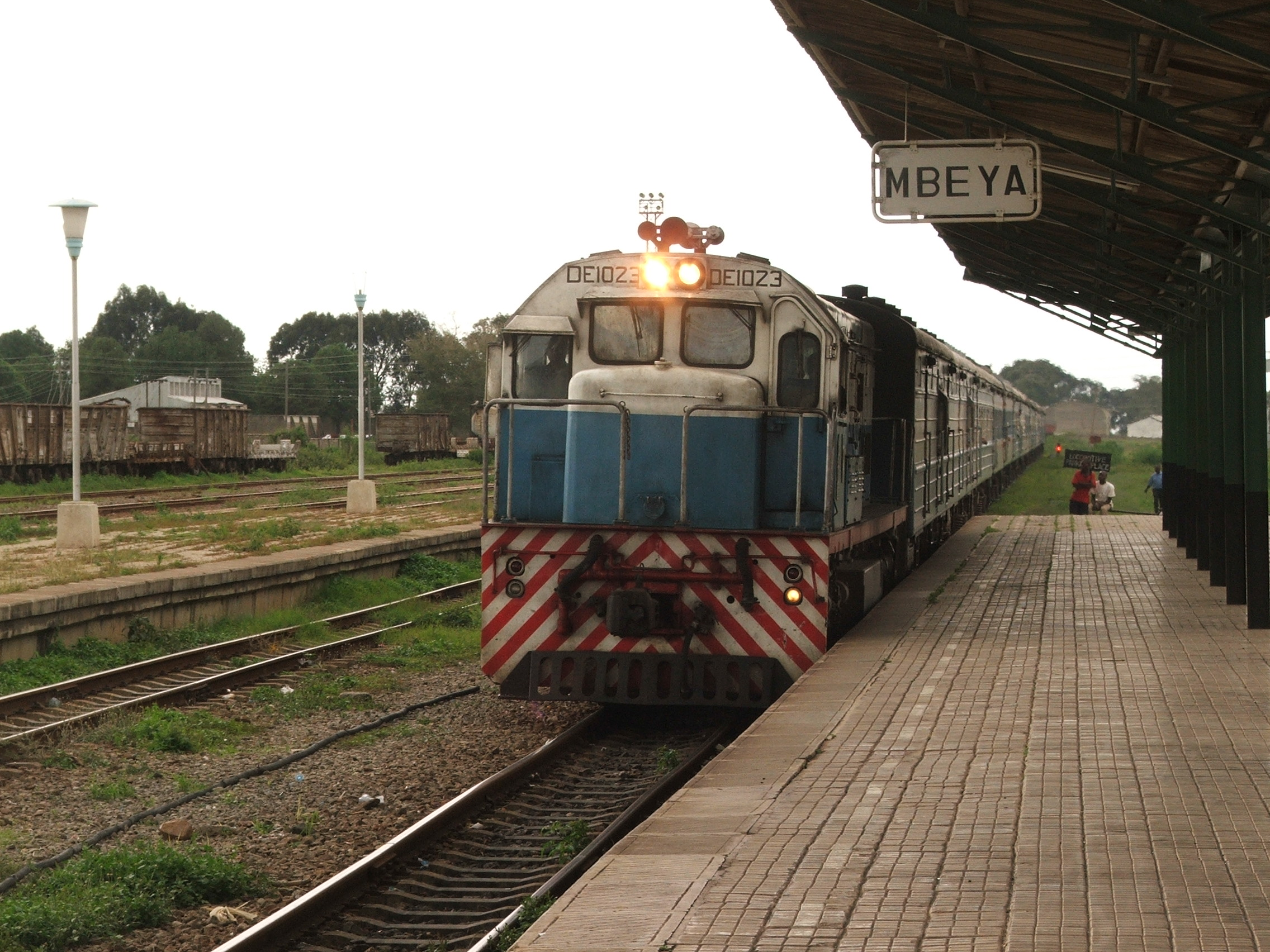
음베야 역에 들어오는 모습

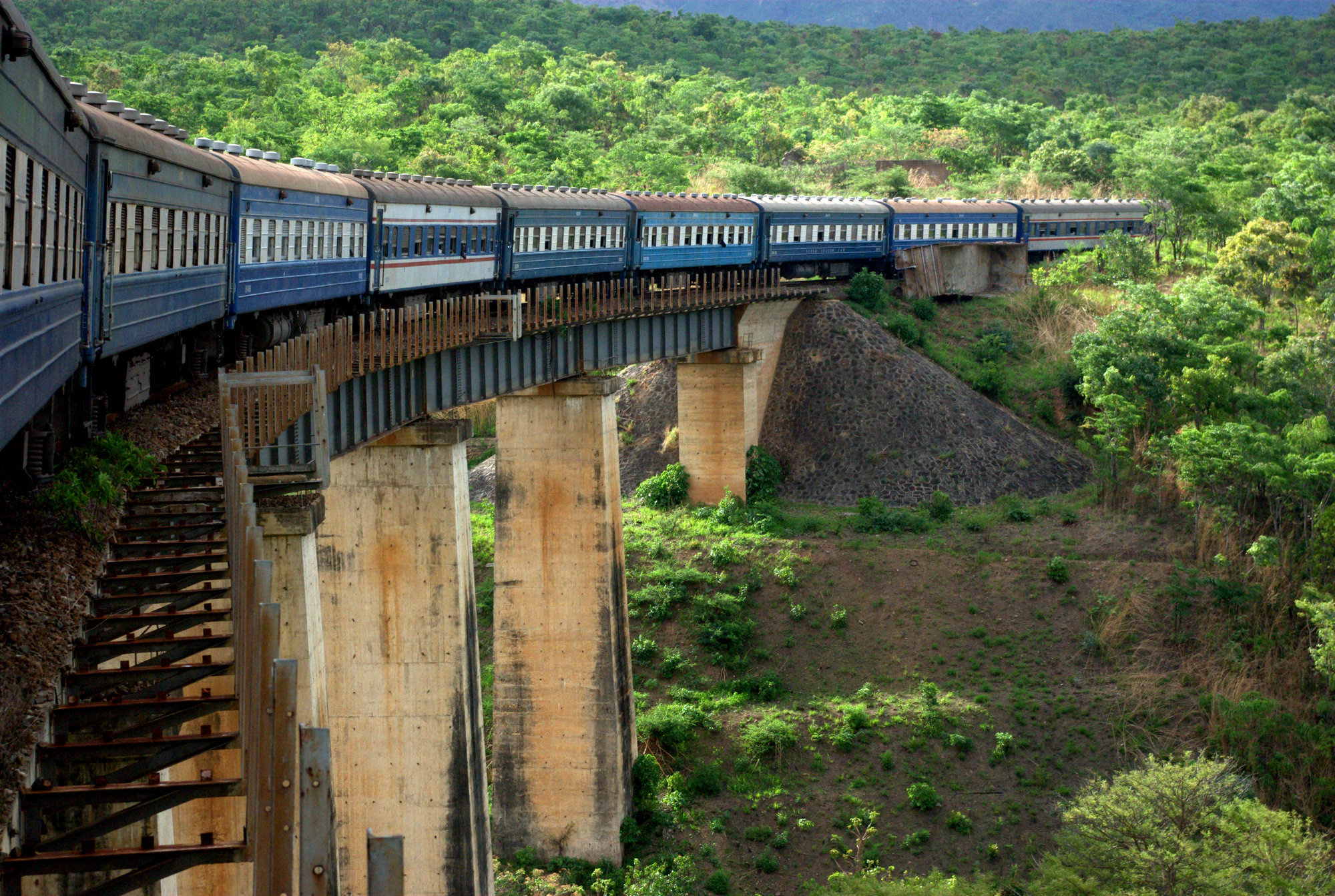
잠비아에서 교량을 건너는 모습

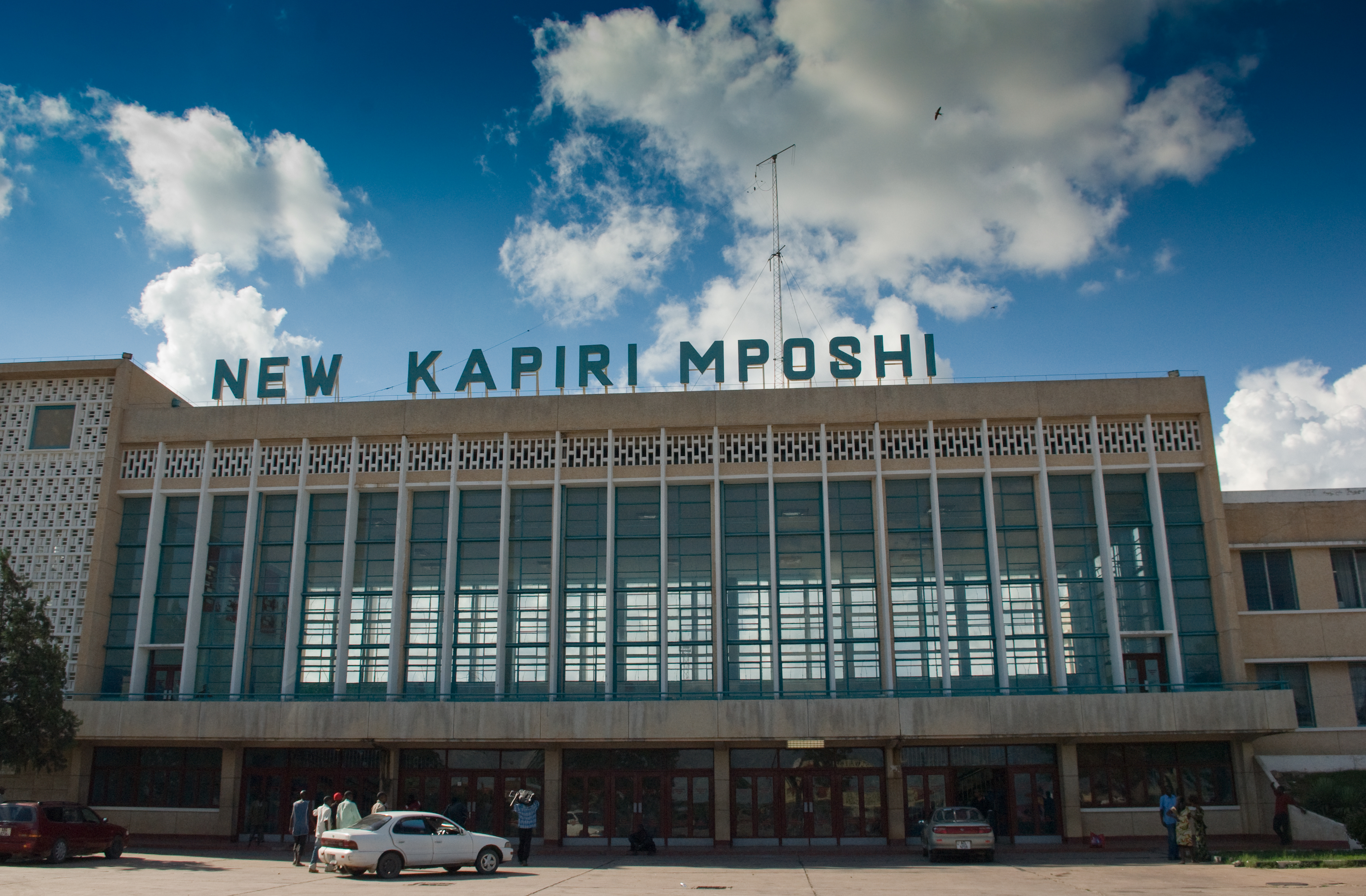
TAZARA 뉴 카피리음포시 역

19세기 말에 세실 로즈는 구리 원석을 수송하기 위해 영국령 로디지아와 독일령 동아프리카의 탕가니카를 잇는 철도를 구상했다. 제1차 세계 대전이 끝난 뒤에 탕가니카는 영국의 위임통치령이 됐으며 영국은 세실 로즈의 구상을 확대시켰다.
제2차 세계 대전 이후에 철도 건설은 다시 관심을 받았다. 1949년 영국 잡지 레일웨이 가제트(Railway Gazette) 4월호에는 다르에스살람과 카피리음포시를 잇는 철도의 제안이 나오는데 오늘날의 모습과 크게 다르지 않다. 1952년 영국의 한 토목설계회사의 보고서는 북부 로디지아와 탕가니카를 잇는 철도는 현지의 농업의 발달 수준이 낮기 때문에 경제적으로 타당하지 않으며 구리를 옮기기에는 모잠비크와 앙골라에 이미 있는 철도를 이용하는 것이 더 낫다는 결론을 냈다. 1964년에 세계은행은 보고서를 통해 2000년이 되면 87,000톤의 화물만이 잠비아와 탄자니아를 통해 옮겨질 것이며, 이는 철도를 유지시킬 만큼 충분하지 않기 때문에 도로를 짓는 것이 더 나을 것이라고 예측을 했다.
1961년에 탕가니카가 독립했으며 1964년에는 잔지바르와 합쳐져 탄자니아가 됐다. 또한 1964년에 북부 로디지아는 잠비아로 독립을 했다. 당시 탄자니아의 대통령 줄리어스 니에레레와 잠비아의 대통령 케네스 카운다는 아프리카의 이웃 나라들의 민족 자결권을 지지했던 사회주의 지도자들이었다.

### 자금을 확보하기 위한 노력
줄리어스 니에레레와 케네스 카운다는 철도의 방향에서 서로 다른 의견을 보였다. 1965년 2월 니에레레가 중국 베이징을 방문했을 때 니에레레는 중국 역시 가난한 나라였기 때문에 철도 문제를 꺼내기를 주저하고 있었다. 중국 국가주석 류사오치와 중국공산당 중앙군사위원회 주석 마오쩌둥은 니에레레에게 중국이 철도 건설을 도와줄 것이며, 철도가 완성되면 철도의 소유권과 기술, 장비들은 탄자니아와 잠비아의 것이 될 것이라고 약속했다. 니에레레는 이 제안을 바로 받아들이지 않고 이 제안을 이용해 서구권의 지원을 받아내려 했으나 어떠한 지원도 받지 못했다. 니에레레는 1966년 10월에 짧은 보고서를 낸 중국의 공사측량가들을 받아들였다.
케네스 카운다는 공산주의의 개입을 우려했으며 영국과 우호 관계를 유지하고 싶어했다. 카운다는 루사카의 중국 대사관으로부터 온 철도 부설 제안을 거절했다. 또한 잠비아와 로디지아는 잠비아 철도의 공동 소유주였으며, 공동 소유 협의에 따라서 잠비아가 철로를 다른 방향으로 바꿀 경우 제재 조치를 받을 수 있었다. 1966년 7월에 캐나다와 영국의 항공 조사가 이루어진 뒤 호의적인 보고서가 나왔지만 서구권으로부터 어떠한 자금 지원도 받지 못했다. 세계은행과 UN, 영국, 미국, 독일, 일본은 모두 자금 지원을 거절했으며 소련 역시 관심을 보이지 않았다.

### 중국의 지원
이 당시 중국은 미국과 소련을 견제하고자 제3세계에 외교적인 지원을 활발하게 추구하고 있었다. 잔지바르의 통상부장관 압둘라만 모하메드 바부와 다른 장관들은 중국의 지도자들에게 영향력을 행사했고 니에레레에게는 중국의 지원을 받아들이도록 설득했다. 1965년 영국 연방 수상 회의에서 영국의 해럴드 윌슨과 캐나다의 레스터 B. 피어슨은 탄자니아가 너무나도 친중국적인 입장을 보이고 있다고 지적했으나, 니에레레는 서구권이 중국의 지원을 반대하면서도 다른 어떠한 대안을 주지 않았다고 불만을 표출했다.
1965년 11월, 남로디지아의 백인 식민정부는 영국으로부터 단독으로 독립을 선포했으며, 이로 인해 잠비아의 수출 통로가 끊어질 위험에 처했다. 이에 카운다는 1967년 1월 중국을 방문했고 중국의 지원을 받아들이기로 했다. 니에레레와 카운다는 계속해서 로디지아와 남아프리카 공화국, 모잠비크에서 흑인 독립 운동을 지원했으며 탄자니아와 잠비아를 잇는 철도는 잠비아의 정치적, 경제적 독립을 유지하는 중요한 수단으로 떠올랐다. 1967년 9월 6일 탄자니아와 잠비아, 중국은 베이징에서 합의문에 서명을 하고, 중국이 철도를 건설하고 무이자로 30년동안 상환하는 조건으로 약 5억 달러의 차관을 제공하기로 합의했다.
중국의 지원을 두고 서구권은 경계와 동시에 비웃음을 보였다. 중국의 기술력과 경쟁력에 의문을 두고 TAZARA 철도를 대나무 철도(bamboo railway)라고 낮추기도 했다. 1967년에 월스트리트 저널은 '이미 곤경에 처한 아프리카로 몰려드는 수백, 어쩌면 수천명의 홍위병들의 가망성은 서구권에게는 오싹한 것이다'라고 말했다. 미국은 1968년부터 1973년까지 TAZARA 철도와 함께 완성할 탄자니아–잠비아 고속도로의 자금을 지원했다.

### 건설
철도 건설은 1970년부터 이루어졌고 예정보다 2년 빠른 1975년 10월부터 운행을 시작했다. 건설을 시작하기 전에 12명의 중국 공사측량가들은 9개월 동안 철로를 놓을 곳을 선정하기 위해 다르에스살람에서 음베야까지 직접 돌아다녔다. 1965년과 1976년 사이에 3만 명에서 4만 명 사이의 중국인들이 측량과 건설, 교육, 운영 분야에 파견됐으며 약 6만 명의 아프리카인들이 철도 건설에 투입된 것으로 추정된다. 그 가운데 정점이었던 1972년에는 1만 3천 5백 명의 중국인들과 3만 8천 명의 아프리카인들이 철도 건설에 투입됐다.
중국의 원조의 대부분은 인민해방군과 철도부 등으로부터 왔다. 중국의 원조는 당대 사회주의의 기풍에 따라 서구권에서 널리 쓰이던 자본집약적인 방식이 아닌 노동집약적인 방식으로 이루어졌다. 중국의 기술자들은 아프리카의 기준에 맞추어 생활하고 작업을 했다.
문화대혁명으로 인해 중국에서 정치적인 격변과 경제적 혼란이 일어나고 많은 당국자들이 숙청당했을 때에도 철도 건설은 계속됐다. 1965년에 니에레레에게 철도 건설을 약속했던 류사오치는 1966년에 힘을 잃고 1969년에 공개적으로 비판을 받은 뒤 사망했으며, 철도 건설에 중국이 참여하도록 노력했던 압둘라만 모하메드 바부는 1972년에 잔지바르 정부를 전복시키려 했다는 혐의로 사형 선고를 받았다. 1978년에 바부는 니에레레에 의해 사면을 받았다.

### 초기 난관
TAZARA 철도는 경제적으로 큰 역할을 했지만 시작부터 운영상의 여러 문제를 겪었으며 한번도 원래의 계획 수송량만큼 수송한 적이 없었다. 완성 계획에 조급했던 중국 기술자들이 현지의 기술자들에게 철도를 운영할 만큼의 충분한 기술을 전수해 주지 않았기 때문에 운영과 인력 문제들이 생겼다. 산사태 등은 철도 운행을 자주 방해했으며, 1979년의 우기에는 큰 피해를 입혔다.
중국이 지원한 액체식 디젤 기관차는 무거운 짐을 싣고 음림바와 마캄바코 사이의 가파른 경사면을 오르기에는 동력이 부족했다. 중국제 철도 차량이 고장났을 때에는 현지에서 수리하기가 어려웠다. 1978년에는 기관차 가운데 19대에서 27대가 수리 때문에 운행을 할 수 없어 절반 정도만 운행을 할 수 있었다.
인력 문제 또한 철도 운영에 문제가 됐다. 1972년에 200명의 탄자니아와 잠비아 학생들이 철도 운영을 배우기 위해 베이징 자오퉁 대학에 입학을 했지만 1학년 때 수십명이 품행의 문제로 퇴학을 당했다. 직원들의 절도 문제도 심각해 1978년에는 20명의 잠비아 직원들이 절도 문제로 해고됐으며 중국의 철도기관사들이 운영을 위해 다시 돌아왔고, 수백명의 중국 자문단이 예정보다 더 오랫동안 머물렀다. 이러한 문제들로 인해 화물의 적하 시간과 재적재 시간이 예정보다 더 오래 걸리게 됐고, 1978년에 잠비아는 구리 수출을 위해 다시 로디지아를 거쳐야 했다.

### 운송량의 증가
1983년에 탄자니아와 잠비아는 철도 운영을 지원해줄 중국인들을 다시 초청했다. 약 250명의 중국 관리자들이 철도국에 배치됐다. 중국 관리자들로 인해 철도는 운영 수익을 낼 수 있었고 그 수익을 통해 급여를 지불했다. 화물량은 985,000톤에 달했지만 중국 관리자들은 예비 부품과 수리 비용을 충당하기 위해 추가적인 무이자 융자를 발행해야 했다.
1985년에 유럽의 7개 나라가 TAZARA 철도를 돕기로 약속하고 1987년부터 1993년까지 1억 5천만 달러를 제공했다. 중국도 더 많은 지원을 보냈다. 그러나 1987년에 미국 국제개발처는 기관차 정비소에 기본 부품들과 예비 부품들이 부족하고 정비소의 직원들 가운데 20% 미만의 직원들만이 실제로 일을 하고 있기 때문에 이러한 근본적인 원인들을 해결하지 않는다면 장비 수리는 그저 몇몇 단기적 문제만을 감소시킬 뿐이라고 경고했다.
승객 수는 1980년 초반에는 50만 명보다 적었으나 1990년에는 988,000명으로 늘어났고, 1986년에는 1천 300만 명으로 늘어났다. 1985년과 1988년 사이에는 화물의 절반 정도가 해당 지역의 물건들이었다.
TAZARA 철도는 1970년대와 1980년대의 블랙 내셔널리즘 투쟁에서 큰 역할을 맡았다. 로디지아 부시 전쟁 동안에는 로디지아군의 특공대가 참베시 강 다리를 파괴시켜 TAZARA 철도는 세달동안 운행을 멈춰야 했다. 로디지아는 탄자니아로 향하는 짐바브웨 인민혁명군의 보급선을 끊기 위해 TAZARA 철도를 방해했고 잠비아에 모든 수출품을 로디지아를 통해 수출하도록 압박을 했다. 아파르트헤이트를 향한 투쟁이 벌어질 때에 잠비아와 짐바브웨, 말라위는 남아프리카공화국을 지나지 않기 위해 TAZARA 철도를 썼다.

### 위기
1990년대에 경제와 정치 환경에 변화가 생기며 TAZARA 철도의 경제적 성과는 떨어지기 시작했다. 1990년에 나미비아가 독립하고 1994년에 남아프리카공화국에서 아파르트헤이트가 끝나자 남아프리카 지역에서 소수 백인 정권은 사라졌고, 잠비아의 구리는 남쪽과 동쪽을 통해서도 수출을 할 수 있게 됐다. 또한 나미비아를 통해 육로로 수출할 길도 열렸다.
잠비아의 구리 광산의 민영화가 이루어지며 TAZARA 철도는 화물 운송에서 경쟁을 해야 했다. 잠비아 철도의 수송량은 1975년의 600만 톤에서 2009년 690,000톤으로 급감했다. TAZARA 철도의 수송량은 이보다 더 떨어졌다. 연도별 수송량은 다음 표와 같다.
| 연도              | 수송량 (톤) | 출처   |
| ----------------- | ----------- | ------ |
| 1986년            | 1,200,000   | [ 25 ] |
| 2007년 (회계연도) | 538,500     | [ 25 ] |
| 2009년 (회계연도) | 383,000     | [ 25 ] |
| 2015년 (회계연도) | 88,000      | [ 3 ]  |

2013년 9월에 TAZARA 철도는 매달 수익이 153만 달러고 지출이 250만 달러여서 매달 손실이 100만 달러에 이른다고 밝혔다.

### 활성화를 위한 노력
TAZARA 철도를 잠비아의 경제적 생명선이라고 부르기도 하며, 잠비아 정부는 표면적으로는 활성화를 위해 꾸준히 노력하고 있다. 2013년 4월에 잠비아에서 두번째로 큰 구리 채굴 회사인 콘콜라 구리 광업은 5년간 중단했던 TAZARA 철도를 통한 운송을 다시 시작하기로 합의했다. 2013년 11월 기준으로 TAZARA 철도는 매주 1만 5천톤의 구리를 수송하고 있지만 여전히 이따금씩 고장이 나거나 연착이 된다. TAZARA 철도는 구리뿐만 아니라 망가니즈나 코발트 등의 광물 자원을 운송하며 아시아에서 오는 각종 수입품들과 비료를 잠비아, 콩고민주공화국, 말라위, 부룬디, 르완다 등지로 운송한다.
중국 정부 또한 대표적인 해외 원조 사업인 TAZARA 철도를 지원하고 있다. 2011년에 중국은 TAZARA 철도가 지고 있던 빚의 절반을 없앴다. 채무가 무이자였기 때문에 물가상승으로 인해 빚의 실질 가치의 80% 이상이 이미 없어진 상태였다.
중국의 추가적인 지원은 TAZARA 철도가 최소한의 운영을 할 수 있도록 해 주었다. 2010년 초에 중국은 운행을 활성화시키기 위해 TAZARA 철도에 3천 9백만 달러의 무이자 융자를 주었다. 2012년 10월에는 중국이 주 기관차 4대, 입환용 기관차 2대와 부품 및 직원 훈련 등을 위해 4천 2백만 달러를 지원했다.
2014년 3월에 탄자니아와 잠비아, 중국의 당국자들은 TAZARA 철도를 자본 구성을 재편하고 운영을 탄자니아와 잠비아의 회사들로 각각 분할하기 위한 회담을 가졌다. 탄자니아–잠비아 철도공사는 2015년에 중국으로부터 디젤 전기 기관차 4대와 객차 18대 등을 인수했다. 또한 다르에스살람의 TAZARA 정비소에서는 쓰지 않는 객차 24대를 다시 사용하기 위한 계획을 실행했다.

## 경로
인도양에 면한 탄자니아의 다르에스살람에서부터 시작하는 TAZARA 철도는 탄자니아를 남서쪽 방향으로 종단해 잠비아의 구리 산출 지대와 가까운 카피리음포시까지 운행을 한다. 카피리음포시에서는 잠비아 철도와 연결된다. 해발 고도로는 해발 550미터의 음림바를 거쳐 1,789.43미터의 우욜레를 통과해 잠비아에서 가장 높은 곳인 1,660미터의 음웬조를 지나 1,274.63미터의 카피리음포시에 도착한다.

### 다르에스살람 수도권
TAZARA 철도는 다르에스살람 수도권에서 통근 철도로 쓰이기도 한다. 2012년에는 교통 정체를 줄이기 위해서 다르에스살람 통근 열차가 새로 만들어졌다.

### 탄자니아 내륙
해안가를 벗어난 뒤에는 서쪽으로 향해 프와니 주를 통과해 미쿠미 국립공원과 모로고로 주의 셀루스 동물보호지역으로 들어간다. 셀루스 동물보호지역은 전 세계에서 가장 큰 동물보호지역 가운데 하나로 승객들은 가끔씩 기차 쪽으로 오는 기린이나 코끼리, 얼룩말, 영양, 혹멧돼지 등을 볼 수 있다. 또한 그레이트 루아하 강을 지나간다.
더 남쪽으로 내려가서는 울랑가 강의 킬롬베로 계곡과 키바시라 습지를 지나간다. 음림바와 마캄바코를 통과하는 158km 길이의 철도를 건설할 때에는 많은 어려움이 있었는데, 건설 과정에서 바위산과 가파른 계곡, 깊은 습지대 주변에 철로를 놓기 위해 46개의 교량과 18개의 터널, 36개의 암거를 놓아야 했다. 또한 이 지역에 강수량이 많기 때문에 복잡한 배수 작업이 함께 이루어져야 했다. 음팡가 강 계곡의 교량은 강 위 50m 높이에 세워졌다.
TAZARA 철도는 그 뒤 이링가 주의 고원 지대로 올라간다. 느좀베 주를 거치면서부터 기온은 눈에 띄게 낮아진다. 마캄바코를 향해 가면서 북쪽에는 2,137m의 우중그와 산맥 국립공원이 보이며 남쪽에는 키펭게레 산맥이 보인다. 마캄바코는 TAZARA 철도와 탄자니아–잠비아 고속도로가 만나는 지점 가운데 한 곳이다. 마캄바코부터 음베야까지는 철도와 고속도로가 평행으로 지나간다. 음베야 주에서는 철도가 그레이트 루아하 강 지류의 상류를 지나간다.
키펭게레 산맥을 지난 뒤에는 우포로토 산맥과 우상구 평원 지대를 통과한다. 음베야부터는 철도와 고속도로 모두 툰두마로 향하며 잠비아 국경을 통과한다.

### 잠비아
TAZARA 철도는 잠비아 북동쪽의 북부 주를 통과해 잠비아로 들어와 남서쪽의 카사마로 향한다. 그 뒤 남쪽의 참베시 강과 음피카를 거쳐 중부 주로 진입한다. 세렌제와 음쿠시를 지난 뒤에는 루사카 북쪽의 카피리음포시에 도착한다.

## 여객 수송
2016년 2월 기준으로, 일주일당 여객 열차 두대가 각 방향으로 운행을 한다. 화요일과 금요일에 각 방향에서 출발하며 화요일에는 신형 특급 열차가 다르에스살람에서 뉴 카피리음포시로 간다. 일반 열차는 모든 역에서 정차하며 특급 열차는 더 적게 정차한다. 총 운행 시간은 36시간이 걸리지만 50시간이 넘게 걸릴 수 있다. 비록 버스보다는 느리지만 값이 더 싸고 안전하다. 외국의 여행객들은 TAZARA 철도를 타고 경치와 야생을 감상하기 위해 이용한다.

## 장비

### 기관차
| 종류  | 수량 | 제조사     | 비고           | 출처   |
| ----- | ---- | ---------- | -------------- | ------ |
| SDD20 | 10   | CSR 치쉬안 |                | [ 33 ] |
| U30C  | 10   | 크루프     | GE U26C의 변형 | [ 33 ] |
| CK6   |      | CSR 청두   | 입환용 기관차  | [ 34 ] |

## 사회적 영향

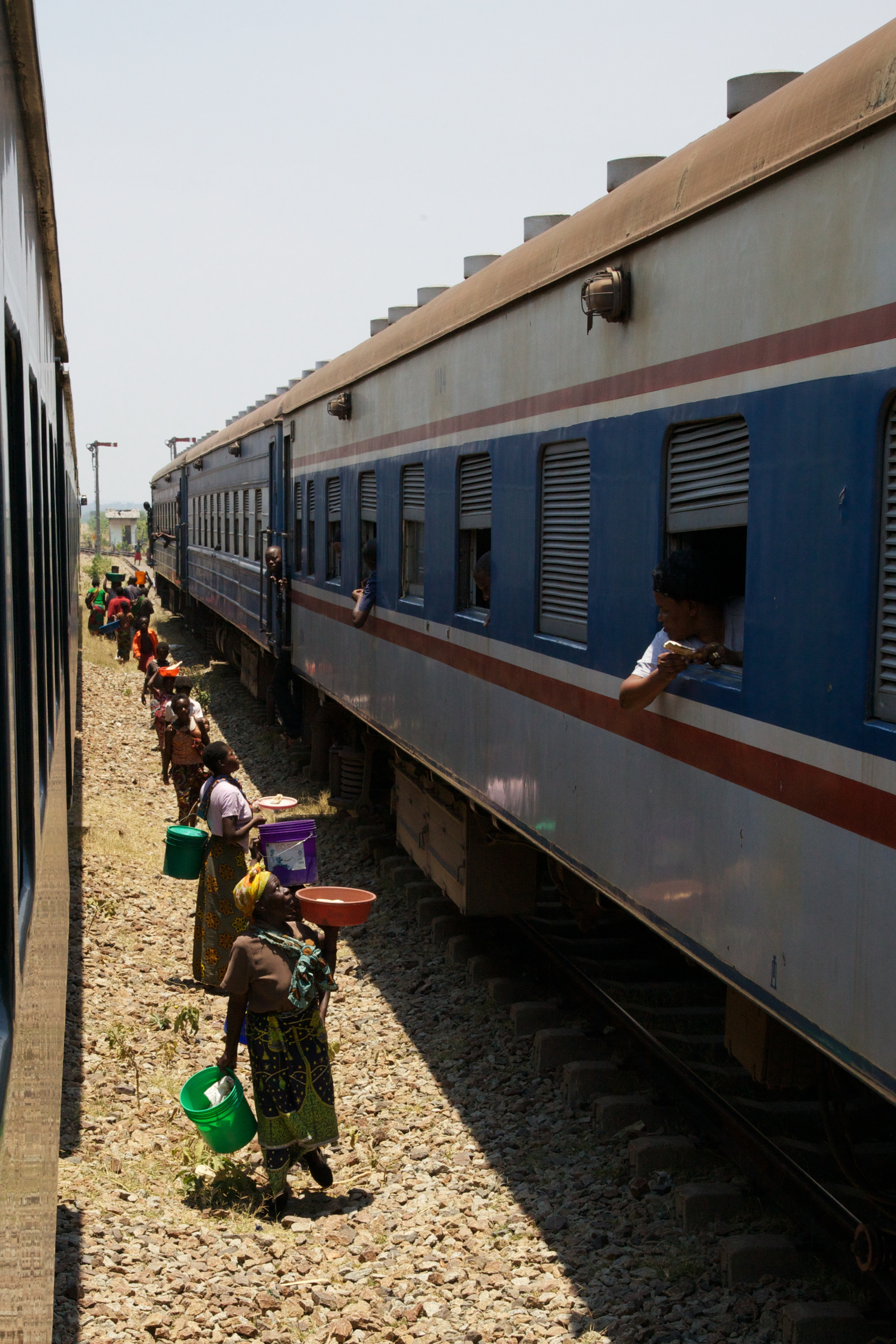
행상인들이 승객들에게 물건을 파는 모습

TAZARA 철도는 해당 지역 사회에 커다란 영향을 끼쳤다. 1970년대에 탄자니아 정부는 철로 근처로 우자마 공동체 주민들을 정착시켰고 우자마 공동체들은 외부의 방해 행위로부터 철도의 안전을 책임졌다. 1990년대에 탄자니아가 자유 경제 체제로 바뀐 뒤에 주민들은 TAZARA 철도를 통해 교역을 했다.
또한 이주민들은 TAZARA 철도로 음베야와 키다투 사이의 비옥한 울랑가 강 일대로 이주해 쌀과 채소같이 다른 지역으로 쉽게 보낼 수 있는 돈벌이작물을 재배했다. TAZARA 철도가 다양한 생태계를 통과하기 때문에 이전에는 고립됐던 지역들에서의 교역을 활성화시켰다. 또한 키다투의 수력 발전용 댐과 프와니 주의 제지 공장 등과 같은 대규모의 경제 발전 사업을 일으키기도 했다.
탄자니아–잠비아 철도공사는 거대한 고용 주체가 됐다. 40년의 운영 기간동안 많게는 100만명의 사람들이 TAZARA 철도에서 일했다. 중국의 지원은 또한 철도기관사들과 같이 이전에는 남성들만 있었던 직업에 여성들이 진출할 수 있는 계기가 됐다.

## 유산
TAZARA 철도는 개발도상국의 연대의 상징과 아프리카의 독립과 발전을 향한 중국의 지원의 상징으로 남아있다. 베이징이 2008년 하계 올림픽을 개최했을 때 탄자니아에서의 올림픽 성화 봉송은 TAZARA 철도역에서부터 시작했다.
TAZARA 철도의 운영상의 문제로 인해 중국은 아프리카에서의 철도 건설 사업에 자금을 지원하는 것에 대해 조심스러운 입장이다. 중국은 TAZARA 철도를 건설한 뒤 41년동안 아프리카에 새로운 간선철도를 건설하지 않았다. TAZARA 철도를 완전히 무이자 형식으로 지원한 반면 중국이 새로이 건설을 추진한 철도 사업들은 이자가 있는 형식이고 지원을 받는 나라가 그에 맞먹는 자금을 조달하도록 했다.

## 참고자료
- Alicia Altofer–Ong(2009). "Tanzanian 'Freedom' and Chinese 'Friendship' in 1965: laying the tracks for the TanZam rail link", LSE Ideas, London School of Economics. 655–670
- Deborah Brautigam(2010). The Dragon's Gift: The Real Story of China in Africa, Oxford University Press.
- Richard Seymour Hall and Hugh Peyman(1976). The Great Uhuru Railway: China's Showpiece in Africa, Gollancz.
- Jamie Monson(2009). Africa's Freedom Railway: How a Chinese Development Project Changed Lives and Livelihoods in Tanzania, Indiana University Press.
- Matthew Preston(2005). Ending Civil War: Rhodesia and Lebanon in Perspective, Tauris Academic Studies.
- Martin Bailey(1976). Freedom Railway: China and the Tanzania-Zambia Link, Rex Collings.
- John Franklin Copper(1979). "China's Foreign Aid in 1978", Occasional Papers/Reprints Series in Contemporary Asian Studies. 29 (8)